# 斗鬼正一
斗鬼 正一（とき まさかず、1950年〈昭和25年〉 - ）は、日本の文化人類学者。専門は都市人類学、地域研究。江戸川大学社会学部現代社会学科文化人類学・民俗学コース名誉教授。明治大学文学部講師。明治大学大学院講師。
テレビ番組、「週刊女性」などの雑誌、新聞書評で、日本、世界の文化に関する解説し、論評も多数ある。

## 人物・来歴
神奈川県鎌倉市生まれ。1969年、神奈川県立横浜翠嵐高等学校卒業、1973年、明治大学政治経済学部経済学科卒業、1979年、アテネ・フランセ英語科卒業、1975年、明治大学大学院修士課程修了、1984年、明治大学大学院博士後期課程単位取得満期退学、1982年、研数学館英語講師、1987年、江戸川女子短期大学講師、1990年、江戸川大学社会学部専任講師。

## 専門分野
文化人類学、都市人類学、日本各地・世界諸民族の生活文化、東京、大阪、京都、静岡県新居町・舞阪、新潟県津南町、香港、ソウル、クライストチャーチ（ニュージーランド）等の都市人類学的研究、異文化コミュニケーション、多文化理解。

### 著書
- 『目からウロコの文化人類学入門－人間探検ガイドブック－』ミネルヴァ書房、2003年
- 『こっそり教える「世界の非常識」184』講談社、2007年
- 『頭が良くなる文化人類学 「人・社会・自分」―人類最大の謎を探検する』光文社新書、2014年

### 論文
- 「エスカレーター片側空けという異文化と日本人のアイデンティティ」2015年
- 「火というカオスと人」2014年
- 「都市の境界的空間と文化の革新、創造－浅草の文化人類学的研究－」2013年
- 「都市というコスモス－平安京に見る人と自然、超自然－」2010年
- 「都市の音－ノイズという自然と人間」2006年
- 「鉄道という異文化と日本」2004年
- 「江戸・東京と水辺の遊興空間」2003年
- 「花見から見た都市、江戸・東京」2003年
- 「江戸・東京と富士山－都市人類学的考察－」2002年
- 「都市にうつした海－銭湯の都市人類学－」2001年
- 「トマソンの都市人類学－「変なもの」から見た都市－」2001年
- 「江戸・東京の都市空間と動植物－都市人類学的考察－」1996年
- 「香港の都市空間と自然－食文化の事例から－」1995年
- 「都市「地図」と都市像の情報文化論－東京銘菓の事例－」1992年
- 「地図の象徴的機能」1988年
- 「廃棄物の象徴的機能についての一考察－都市空間に関する文化人類学・社会心理学的視点－」1987年

他多数

## テレビ
主なもの
- NHK総合テレビ『チコちゃんに叱られる』
- 日本テレビ『世界一受けたい授業』『月曜から夜ふかし』『ZIP』『Nスタ』
- テレビ朝日『Qさま』『相葉マナブ』『モーニングバード』
- TBSテレビ『アイアム冒険少年』
- テレビ東京『所さんの世界のビックリ村』
- フジテレビ『リアルスコープハイパー』